# مركز المحرك الوعائي
المركز المحرك للأوعية (اختصارًا VMC) هو جزء من النخاع المستطيل. جنبًا إلى جنب مع مركز القلب والأوعية والمركز التنفسي، ينظم المركز المحرك للأوعية ضغط الدم. وله أيضًا دور ثانوي في عمليات الاستتباب الأخرى.[بحاجة لمصدر] عند زيادة مستوى ثاني أكسيد الكربون في المستقبلات الكيميائية المركزية، فإنه يحفز الجهاز الودي لانقباض الأوعية. وهذا عكس ثاني أكسيد الكربون في الأنسجة التي تسبب توسع الأوعية الدموية، وخاصةً في الدماغ. الأعصاب القحفية التاسع (العصب اللساني البلعومي) والعاشر (العصب المبهم) كلاهما يتغذيان في المركز الحركي للأوعية ويشاركان في تنظيم ضغط الدم.